# Casa museo di palazzo Sipari
La Casa museo di palazzo Sipari è una casa museo ospitata nel palazzo Sipari di Pescasseroli (AQ), in Abruzzo. 

## Storia

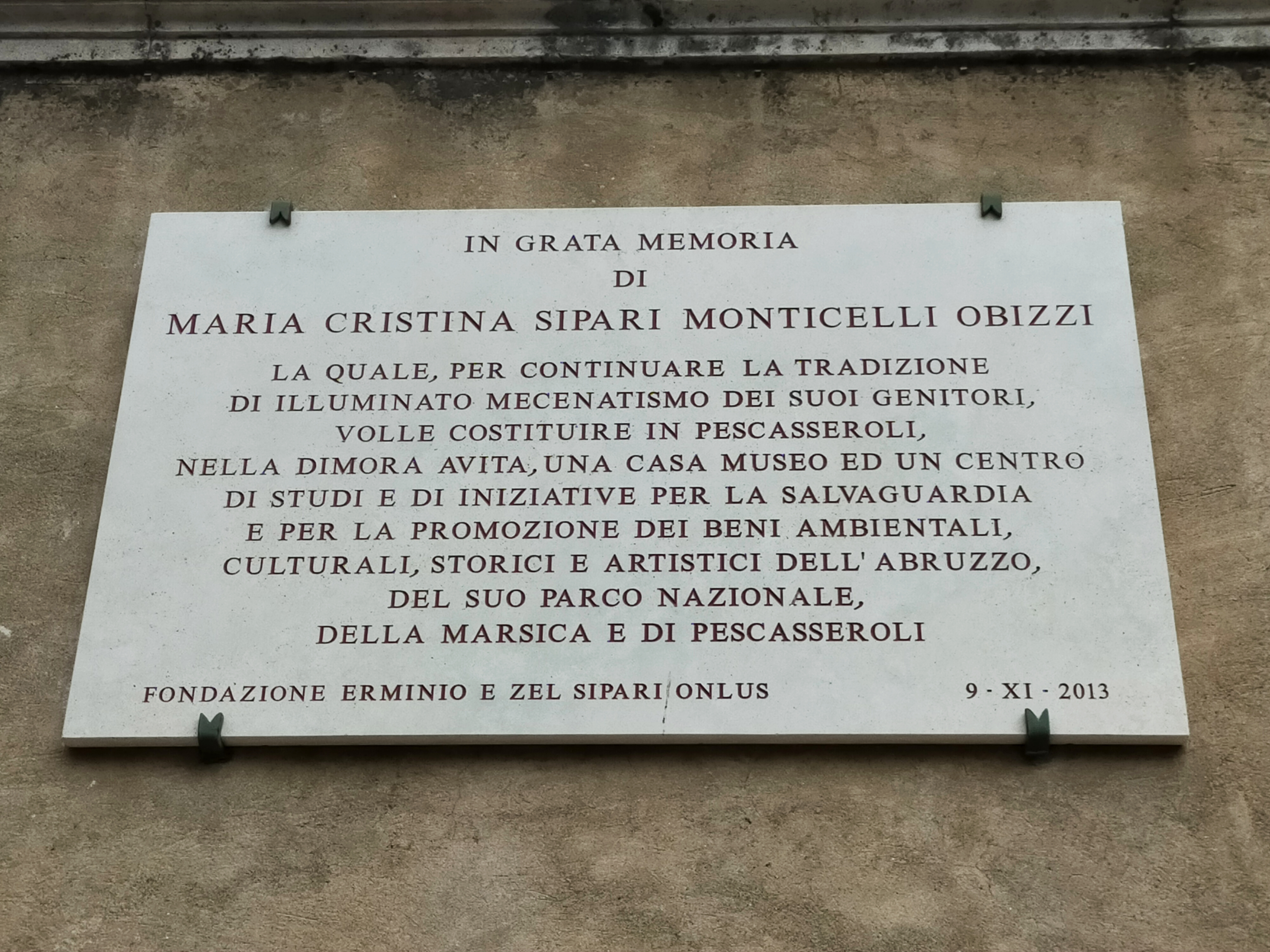
Targa dedicata a Maria Cristina Sipari in Monticelli Obizzi

Il palazzo della famiglia Sipari venne realizzato sul preesistente palazzo baronale di Pescasseroli, gravemente danneggiato a causa di un incendio. Inaugurato nel 1839 ha rappresentato la residenza di una delle famiglie più influenti della Marsica. Nel 1866 vi nacque, in una stanza del secondo piano, il filosofo Benedetto Croce, cugino diretto di Erminio Sipari fondatore e primo presidente del parco nazionale d'Abruzzo. 
Il palazzo, dichiarato di particolare interesse storico e artistico nel 1967, fu successivamente vincolato per garantirne la tutela dalla Soprintendenza Archeologia, Belle Arti e Paesaggio dell'Abruzzo. L'ultima proprietaria della residenza storica fu la marchesa Maria Cristina Sipari in Monticelli Obizzi che nel luglio 2005 volle costituire la fondazione dedicata ai genitori Erminio Sipari e Margherita Zelmira Galleano per gestire una casa museo, aperta al pubblico nel 2010, ideata come un punto di riferimento culturale del territorio.

## Collezione
La casa museo di palazzo Sipari custodisce in strutture di legno la biblioteca privata della famiglia Sipari e documenti relativi all'attività pubblica e politica di Erminio Sipari, deputato del Regno d'Italia nella XXIV, XXV, XXVI e XXVII legislatura nonché fondatore e primo presidente del parco nazionale d'Abruzzo dal 1923 al 1933. L'archivio storico, contenente testi storici, documenti originali e atti riguardanti in particolare l'attività intellettuale e politica di Erminio Sipari e Benedetto Croce, è stato sottoposto a vincolo dalla Soprintendenza Archivistica e Bibliografica dell'Abruzzo e del Molise. 
Da uno dei balconi del palazzo il filosofo Benedetto Croce il 21 agosto 1910 tenne il Discorso di Pescasseroli. In altre stanze sono esposti i cimeli, le fotografie e altri ricordi relativi alle visite dei sovrani Vittorio Emanuele II, Vittorio Emanuele III, il Duca Amedeo d'Aosta e di altri esponenti di Casa Savoia.
Sono attestate le visite, in particolare durante l'Ottocento e il Novecento di uomini di Governo, politici, intellettuali, artisti e di altre personalità.
Gli allestimenti interni mettono in luce l'impegno nelle attività svolte per favorire la conoscenza dell'ambiente, della storia, della cultura e dell'arte marsicana e abruzzese. Alcune stanze ospitano gli oggetti di uso comune della famiglia e quelli utilizzati per l'attività venatoria.
Esternamente si trova il giardino pensile; non distante dall'ingresso principale del palazzo ci sono le scuderie che ospitano il museo storico del parco nazionale d'Abruzzo, Lazio e Molise e, presso il cortile dell'orso, iniziative culturali. 
Adiacente al palazzo si trova la cappella privata della famiglia Sipari intitolata alla Madonna Addolorata.